# Éclairage
 (février 2014).

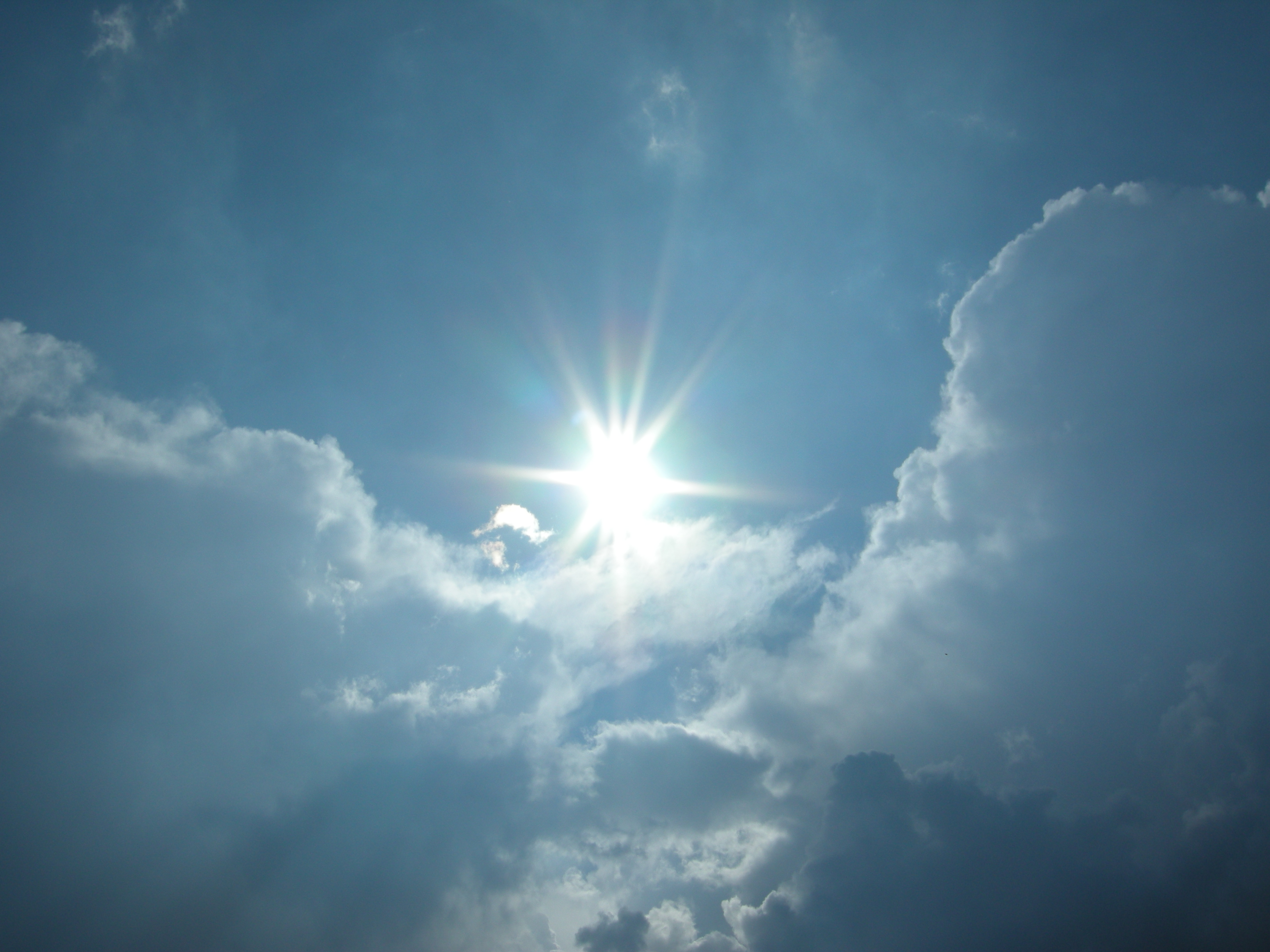
Le soleil et sa lumière.

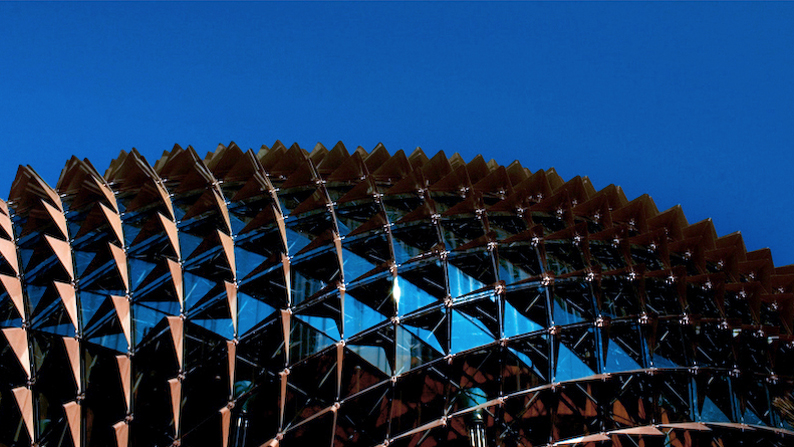
La lumière naturelle est la moins coûteuse des sources d'éclairage, mais elle peut nécessiter des protections contre la surchauffe, notamment dans les pays chauds (ici à Singapour).

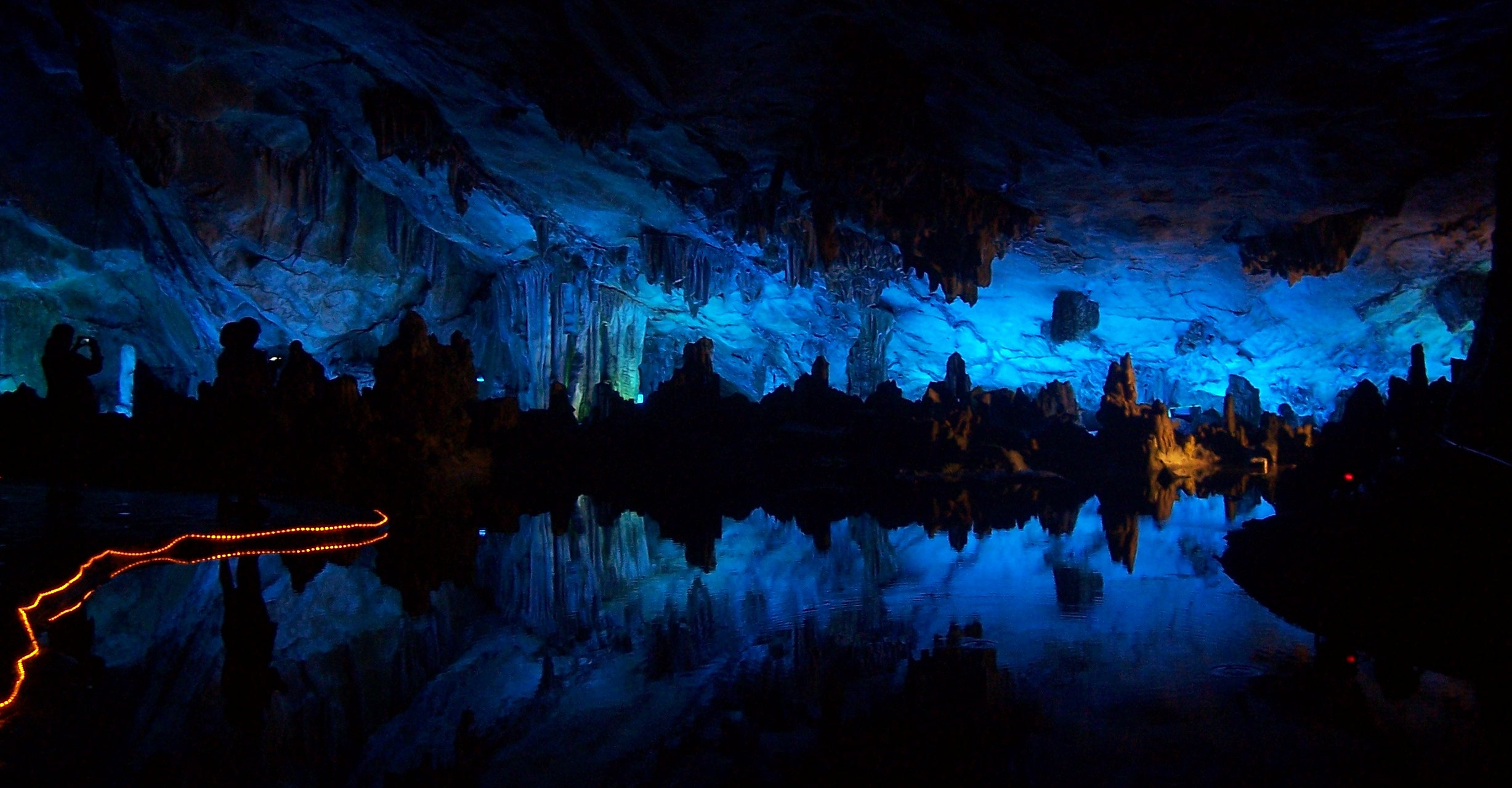
Éclairage de la grotte de la flûte de roseau (Guilin). L'éclairage artificiel consiste à créer un contre-jour avec une lumière bleue et un chemin de lumière.

L'éclairage est l'ensemble des moyens qui permettent aux humains de doter leur environnement des conditions de luminosité qu'ils estiment nécessaires à leur activité ou leur agrément. L'éclairage associe une source lumineuse (naturelle ou artificielle, fixe ou mobile) et d'éventuels dispositifs comme des luminaires, miroir ou puits de lumière.

## Historique
Les sources artificielles étaient le feu, des lampes à graisse, puis des lampes à huile, des torches, des bougies, les lampes à pétrole puis le gaz, puis des lampes électriques d’abord à incandescence (traditionnelle ou halogène) puis fluorescentes et électroluminescentes.
Le luminaire sert à diffuser une lumière produite par une source de lumière artificielle (schématiquement : carcasse + vasque + éventuelle optique, accueillant la source lumineuse).

### Sources de lumière depuis la Préhistoire

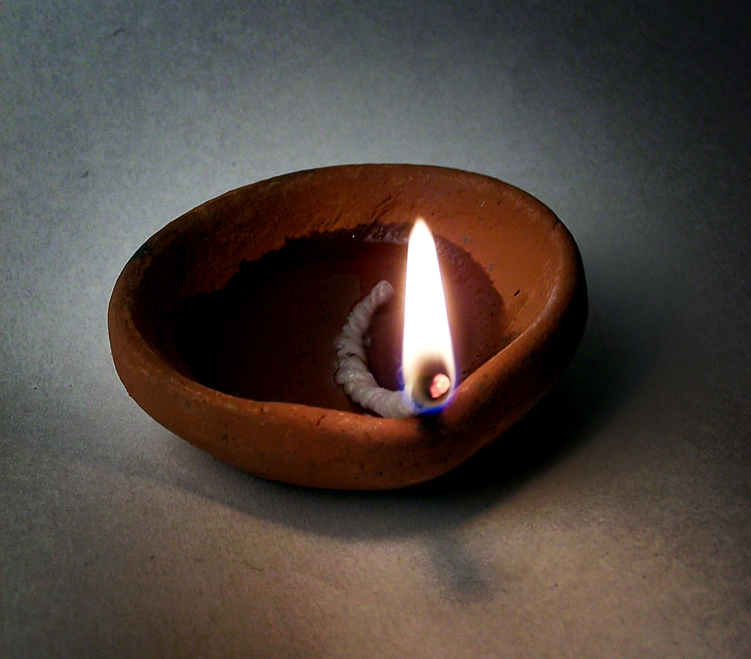
Lampe à huile.

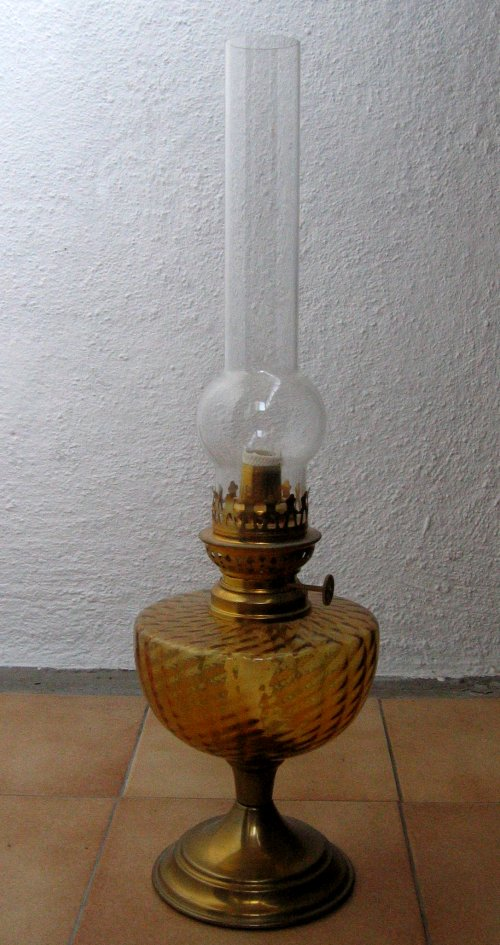
Lampe à pétrole.

- Le Soleil est la source de lumière et l'énergie qui a été déterminante pour l'évolution de la vie sur Terre. C'est un éclairage puissant, partout disponible, modulé par les cycles diurnes et saisonniers. La température de couleur du Soleil est de 6 000 K, celle de la lumière du jour varie entre 4 000 et 7 500 K, et celle du ciel bleu est de 30 000 K.

- Le foyer. La combustion des matériaux disponibles directement ou indirectement dans la nature (bois, bouse, tourbe…) constitue encore aujourd'hui une source d'éclairage pour les populations qui n'ont pas accès d'autres technologies. Des tripodes, braseros et autres améliorent la luminosité par rapport à un foyer disposé à même le sol.

- La graisse puis l'huile. Très tôt après la découverte du feu, on trouve la trace du plus vieux système d'éclairage : la lampe à huile. Les plus anciennes lampes à huile étaient constituées d'une simple pierre évidée dans laquelle une mèche trempait. On estime à 20000 av. J.-C. la datation de ces lampes, il est alors probable qu'elles furent utilisées par les femmes et les hommes préhistoriques. La lampe à huile se complexifia jusqu'au XVIIIe siècle en se rapprochant de la lampe à pétrole qui sera utilisée au XIXe siècle, lorsqu’apparut l'huile de paraffine, tirée de la houille et, plus tard, du pétrole. Le perfectionnement des lampes à huile vise à obtenir un plus grand pouvoir éclairant et aussi à améliorer la stabilité de la flamme. Afin d'éviter les battements, on réalise un écoulement constant, suivant le principe des vases communicants en plaçant le réservoir à la hauteur de la flamme - et non plus en dessous - : c'est le vase de Mariotte. On employait surtout des huiles de plantes très cultivées comme le colza, le navet ou l'œillet. G. Carcel invente un système d'horlogerie qui actionne une pompe horizontale assurant une bonne stabilité de la flamme. En 1784, la lampe d'Argand possède sa forme définitive pour l'éclairage domestique. Ce sont Argand et le pharmacien Quinquet qui assurent la commercialisation de leurs lampes.

- La chandelle est réalisée durant des siècles avec du jonc trempé dans de la graisse végétale ou animale. En Occident, à partir du Moyen Âge, la chandelle rivalise avec la lampe à huile.

- La bougie stéarique, mise au point par Michel-Eugène Chevreul, elle envahit au XIXe siècle les habitations en raison de son faible prix. La bougie de cire était certes connue, et son éclairage relativement brillant apprécié, mais son prix restait trop élevé pour pénétrer dans tous les foyers.

- Le gaz. C'est aussi au XVIIIe siècle que l'éclairage au gaz connu en Chine depuis longtemps, parvint en Occident. Ceci grâce au principe de la distillation de la houille dans une enceinte close, dû à l'Écossais William Murdoch et au Français J.-P. Minckelers en 1792, qui rend la lampe au gaz véritablement utilisable. C'est après l'année 1800 que ces différentes techniques se font face. En 1820, on assiste réellement à la production industrielle de gaz par distillation de la houille, proposée par William Murdock. C'est à cette date que le gaz apparaît à Londres. En 1829 la rue de la Paix est la première rue de Paris à être alimentée au gaz. Nul doute que les études théoriques menées entre 1800 et 1850 en photométrie et en combustion, avec l'apparition du gaz, influent favorablement sur l'évolution technique des lampes.

### …à la révolution industrielle
- Lampe à huile ;
- Lampe à acétylène ;
- Bec de gaz ;
- Manchon à incandescence ;

Les lampes électriques :
- Lampe à bulles ;
- Lampes à arc ;
- Lampe à filament de carbone ;

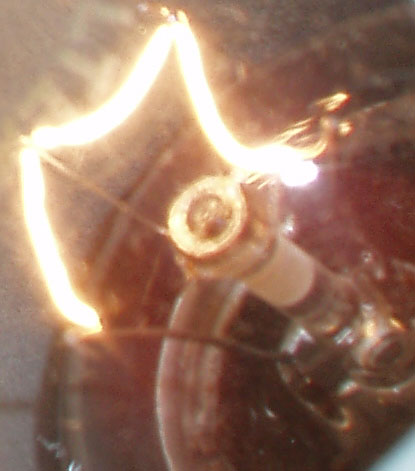
Filament incandescent.

- Lampe à incandescence à filaments de tungstène ;
- Lampe halogène : Les lampes halogènes sont des lampes à incandescence. Cependant, elles possèdent en plus des propriétés remarquables. Dans les lampes à incandescence classiques, le filament de tungstène s'évapore peu à peu, déposant un voile noir sur la surface interne de l'ampoule ; l'efficacité lumineuse diminue. Dans les lampes halogènes, on a ajouté pour la première fois en 1959, en plus des gaz de remplissage habituels, des halogènes, iode ou brome, qui captent les atomes de tungstène avant qu'ils n'atteignent la paroi de verre, puis se déposent sur le filament : c'est le cycle régénérateur halogène. Cette réaction halogène-tungstène s'opère d'autant mieux que la température est élevée. Ce qui explique la forme des ampoules, courtes et fines, épousant au plus près le filament. Mais plus de chaleur, dans un petit volume, exige une enveloppe de verre capable de résister à plus de 600 °C à une pression de deux à trois atmosphères. La pression gazeuse est obtenue en plongeant, lors du remplissage, les ampoules dans de l'azote liquide. Seule la silice à quartz parvient à supporter ces contraintes (température de ramollissement vers 1 020 °C). Cependant l'ampoule ne doit pas être touchée afin d'éviter tout dépôt de graisse qui risque d’entraîner une surchauffe. Afin de pallier ce problème, des verres à double enveloppe ont été créés, nécessitant moins de précautions. Les lampes à halogène présentent l'inconvénient majeur d'être très gourmandes en électricité.

- Les lampes à décharges :

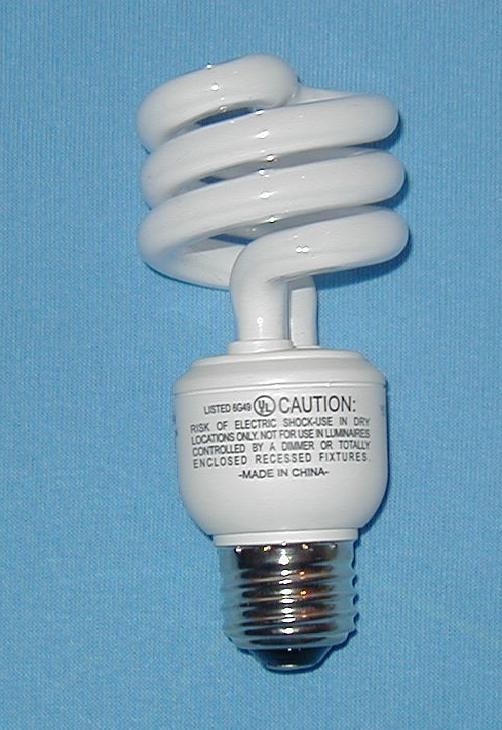
Lampe fluo-compacte.

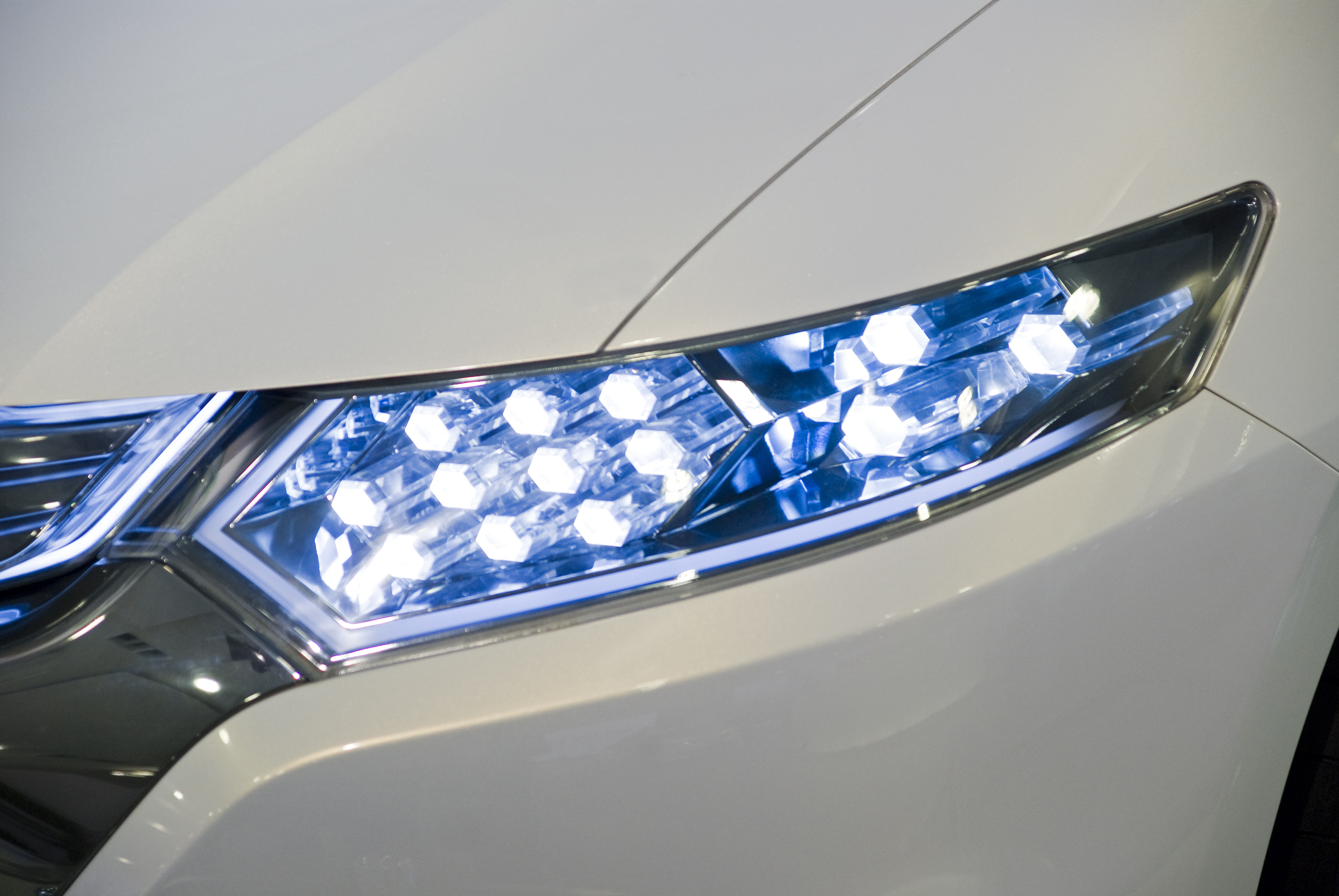
Phare d'automobile à lampes électroluminescentes.

  - Le tube luminescent (couleur obtenue selon le gaz de remplissage; exemple avec du néon: orange, xénon: violet, etc.) ;
  - Le tube fluorescent ;
  - Les lampes fluocompactes ;
  - Les lampes à vapeur de sodium. Dans les lampes à vapeur de sodium, c'est le passage de la décharge électrique dans la vapeur de sodium à basse pression qui provoque une émission lumineuse quasi monochromatique située au début du spectre visible, vers 589 nm de longueur d'onde. Les lampes à vapeur de sodium basse pression sont constituées par un long tube en forme de U. Cela pour que soit obtenue la pression convenable de la vapeur, la paroi de la lampe doit atteindre une température voisine de 270 °C, ce qui implique un bon isolement thermique. Les lampes sont constituées d'un tube de 8 cm de diamètre et 12 cm de longueur. À l'intérieur de cette ampoule se trouve un gaz inerte (néon et argon), auquel on a ajouté un peu de sodium métallique. Cette lampe comprend une cathode recouverte d'oxydes émissifs et une ou deux anodes. Le filament constituant la cathode est d'abord porté à incandescence par un chauffage en courant alternatif, obtenu à l'aide d'un transformateur et la tension continue est appliquée sur les anodes. Afin d'accélérer l'échauffement et de réduire les pertes, l'ampoule est entourée d'un globe de verre à double paroi où le vide a été fait ; ce globe protège aussi la lampe contre les chocs. De nos jours, pour certains modèles, l'allumage est obtenu via un préchauffage commandé par un starter thermique, suivant la technique mise en œuvre pour des lampes fluorescentes. C'est ce type de lampes de couleur orangée qui est souvent utilisé dans l'éclairage public et routier.
  - Les lampes à vapeur de mercure. L'arc à vapeur de mercure est produit dans un tube de verre de longueur dépassant souvent 1 mètre. C'est l'inventeur américain Cooper Hewitt qui le premier utilisa vers 1900 cet arc pour l'éclairage. Elles furent largement employées autrefois pour la prise des vues cinématographiques. À l'origine, la lampe à vapeur de mercure fonctionnait uniquement en courant continu. Pour permettre à l'arc au mercure de fonctionner sur courant alternatif, il faut le munir de deux anodes qui fonctionnent chacune pendant une alternance du courant, la colonne lumineuse étant toujours parcourue par un courant. Ce genre de lampes peut fonctionner sous différentes tensions et avec une fréquence de 25 Hz minimum.
  - Les lampes aux halogénures métalliques. Sur le même principe que les lampes à mercure, ces lampes ont l'avantage d'avoir une lumière proche de celle de la lumière naturelle. Ce sont les lampes utilisées sur les stades de football.
  - Les lampes électroluminescentes.

Les lampes à décharge type vapeur de sodium lumière rouge orangé et vapeur de mercure lumière blanche blanche, de par leurs conceptions, sont lentes à s'allumer complètement (5  à   15 min) avant de donner 100 % de leurs flux lumineux. Sur une coupure d'alimentation, les lampes doivent refroidir avant de pouvoir les redémarrer. Cette caractéristique peut constituer un handicap sur certaines applications (match télévisé), ou dans certains lieux (établissement recevant du public) dans lesquels une coupure de l'éclairage durant plusieurs minutes n'est pas acceptable.
- Les lampes électroluminescentes, comportant des composants opto-électroniques (diodes électroluminescentes) émettant des photons lorsqu'un courant (champ électrique) électrique parcourt la jonction. Le métal constituant est le gallium (Ga) sous la forme d’arséniure de gallium (AsGa) et arséniure-phosphure de gallium (AsGaP) selon les couleurs monochromatiques à obtenir.

## Luminaires

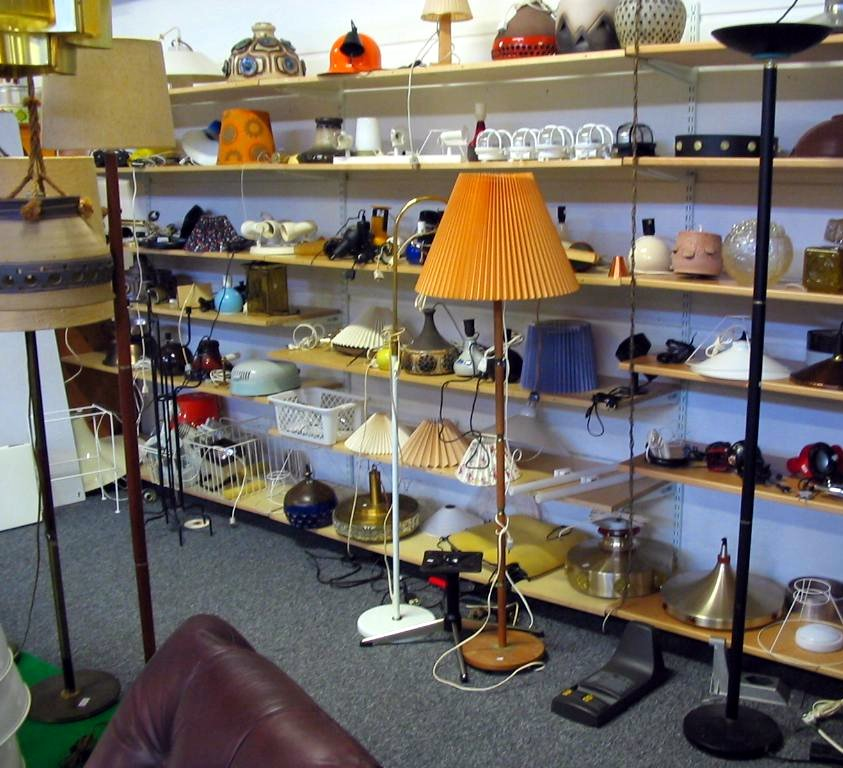
Une collection de luminaires.

C’est le nom de l'ensemble des systèmes permettant la diffusion de la lumière. Il est composé :
- d'une alimentation en énergie (câble, réservoir, etc.) parfois complétée par un système annexe (ballast ou transformateur) ;
- d'une fixation de la source (culot, porte-mèche, etc.) ;
- d'un système de guide de lumière et/ou de réflexion (réflecteur, lentille, etc.).

Les luminaires actuels comportent en outre des systèmes de protection qui doivent être conformes à la réglementation (mise à la terre, etc.).

### Formats

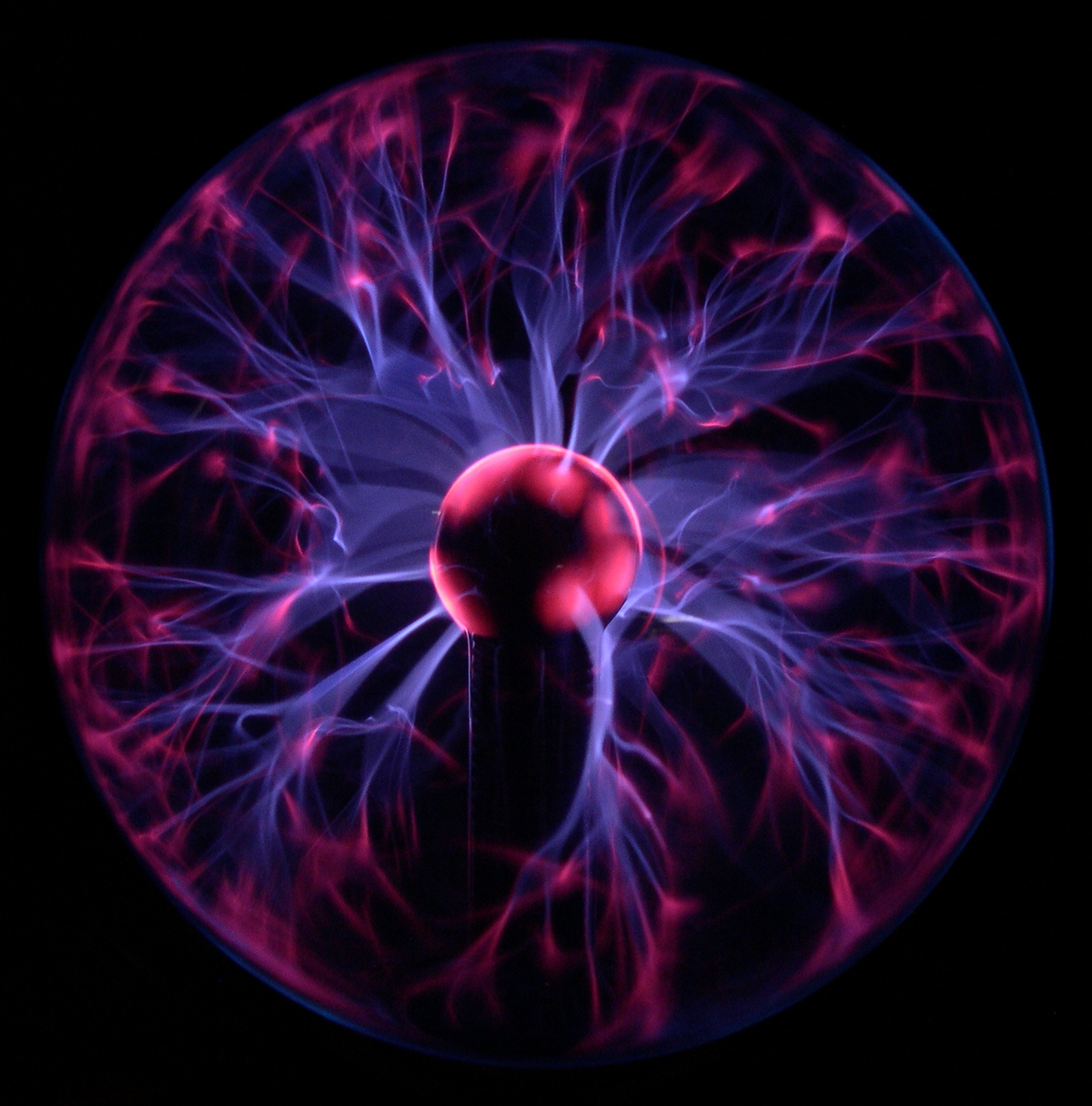
Lampe à plasma.

Au-delà de l'esthétisme, un luminaire est aussi défini par les critères de la source :
- puissance de la lampe, (certains luminaires n'acceptent qu'un modèle de lampe, d'une seule puissance) ;
- forme de la lampe et position de fonctionnement (par exemple certaines lampes à décharge ne fonctionnent pas à l'horizontale) ;
- modèle de douilles et de culots.

### Différentes familles de luminaires
- Les apparents
  - Suspendus : lustre, couronne de lumières, projecteur ;
  - Sur pied : chandelier, réverbère, lampadaire, candélabre, torchère ;
  - En applique : applique murale, console, plafonnier, etc

- Les encastrés
  - Dans le plafond (souvent faux plafond) ;
  - Dans les murs ;
  - Au sol

## Éclairage public

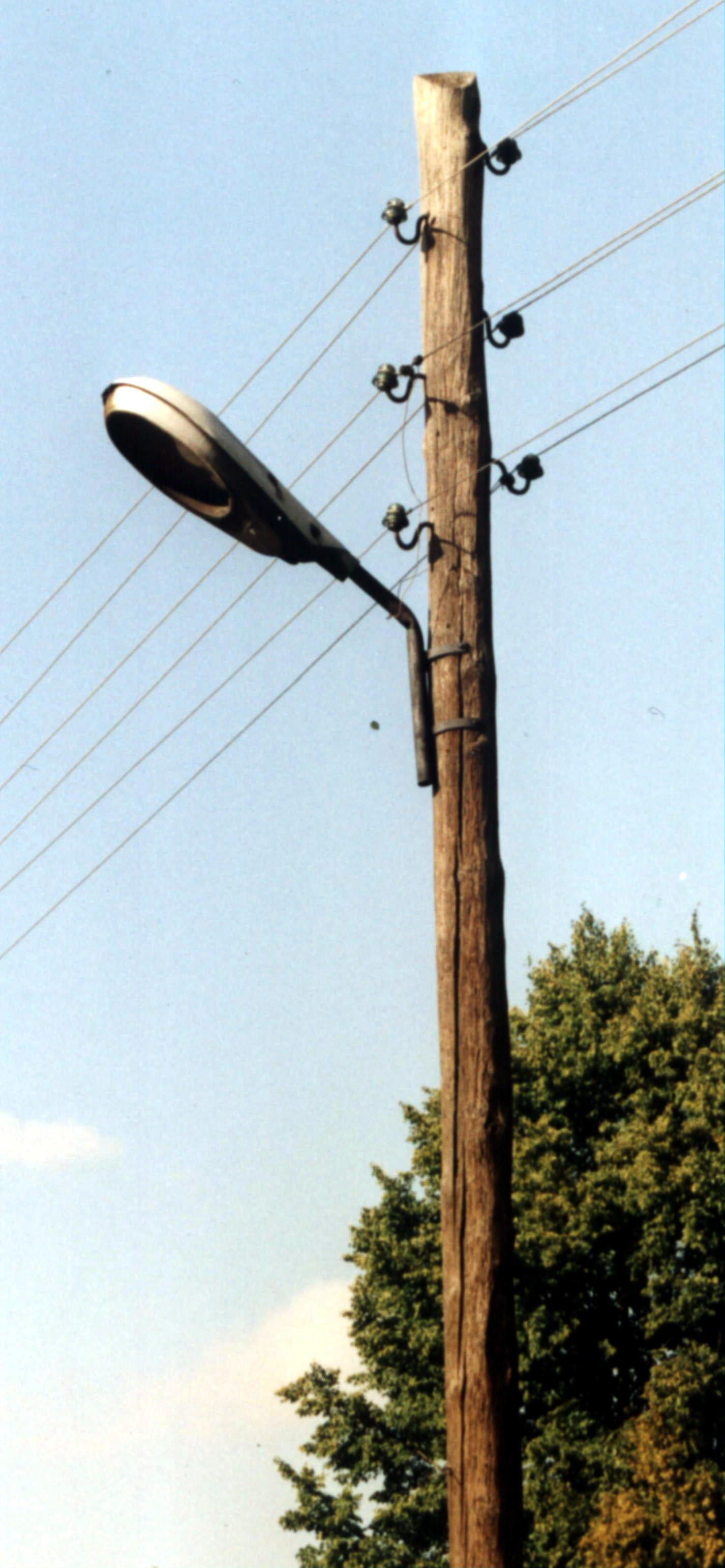
Éclairage urbain ancien.

Les premiers essais de l’éclairage au gaz remontent au début du XIXe siècle, de même que les premiers réseaux de distribution (quartiers et avenues de prestige). Après Londres qui éclaire dès décembre 1813 le pont de Westminster, grâce à la première usine à gaz, Bruxelles s'équipe progressivement à partir de 1819 pour devenir en 1825, la première ville d'Europe entièrement éclairée au gaz.
Avec la révolution industrielle, le développement des villes et des échanges créent les besoins d'une extension et d'une gestion édilitaire des éclairages. Ceux-ci répondent à plusieurs objectifs : sécuriser les espaces urbains, permettre l'accroissement de la circulation et décorer les espaces les plus prestigieux (avenues centrales, gares, parcs et espaces d'expositions…). La lumière dans l'espace collectif présente un faste certain et les modèles de lampadaires ou de suspensions s'inspirent des luminaires de théâtres, de vestibules et de salons ; simultanément, le gaz révolutionne (tel que le montrent les peintures de Turner) l'éclairage des salles de fêtes et des cafés et favorise certainement le travail de nuit : c'est toute la vie urbaine qui voit ses cycles modifiés, prolongés, intensifiés.
À partir de la fin du XIXe siècle, l’éclairage public - déjà banalisé avec le bec de gaz - évolue avec les premières sources électriques : la lampe à arc permet l’éclairage de grandes avenues ou ronds-points et des illuminations urbaines spectaculaires. Les sources électriques ne supplantent le gaz que progressivement, avec l'invention de l'ampoule à filament et des sources à décharge. Simultanément, les architectes (Art déco et fonctionnalistes principalement) s'emparent des effets de la lumière artificielle, surtout pour l'expression de grandes verrières (grands magasins, cinémas, garages automobiles...), de la publicité (« néons ») ou des pavillons d'exposition.
L’utilisation intensive de la voiture va dominer l'évolution de l’éclairage public à partir des années 1950 qui voient apparaître des normes photométriques, des systèmes d'éclairage hiérarchisés, une grande extension hors ville des voiries éclairées et des sources à décharge au sodium de plus en plus efficaces et puissantes.
L'éclairage urbain se renforce (en termes de niveaux et d'uniformité photométriques) dans ce créneau technologique ; le tourisme, le folklore, les traditions (feux d'artifice), les spectacles de rue entraînent en outre le développement d’illuminations permanentes (sites et bâtiments) ou occasionnelles (fêtes urbaines).
À partir des années 1980, l’éclairage public se voit intégré parmi les outils de mise en valeur des villes et du patrimoine, en particulier sous l'impulsion du Plan lumière de la Ville de Lyon (initié en 1989).
Simultanément, il intervient parmi les outils de revitalisation de territoires : noyaux commerciaux et touristiques, centres historiques, quartiers périurbains. Des thèmes nouveaux - sécurité des piétons, des cyclistes, agrément, intégration esthétique - complexifient le domaine et les normes, dont la circulation des voitures n'est plus le seul objet et suscitent de nouvelles typologies d'éclairages (par exemple : éclairage indirect, éclairage à deux nappes de hauteur...).
Le développement récent des énergies renouvelables a permis à l'éclairage autonome de se développer via des lampadaires solaires ou des lampadaires hybrides. Ces nouveaux systèmes d'éclairage intègrent un ou plusieurs panneaux photovoltaïques et/ou une petite éolienne. Ces dispositifs produisent alors toute l'énergie nécessaire au fonctionnement du système d'éclairage, qui n'est alors pas raccordé au réseau d'électricité. Ces dispositifs d'éclairage public se veulent à la fois écologique et économique. En effet, les lampadaires ne consommant aucune énergie extérieure, leur fonctionnement ne produit pas de gaz à effet de serre. En plus de l'absence de facture d'électricité, leur installation ne nécessite aucune tranchée ni câblage.
On note aussi, en marge des interventions publiques, des formes d’art public, les illuminations évoluant vers des interventions d’artistes (par exemple : « Land art » expérimenté dans l’espace nocturne ; l’œuvre de James Turrell).

## Autres usages de l'éclairage

### Usage industriel
D’origine fonctionnelle, l'éclairage industriel doit répondre aux normes concernant l'éclairage des postes de travail. Ce type d'éclairage est spécialement adapté aux locaux où il est installé, où les contraintes de volumes, d'empoussièrement et de maintenance sont particulières. Dans les industries où sont effectuées des tâches de mécanique fine et de précision, ainsi que les secteurs de l'électronique, des renforts d'éclairage sur les postes de travail sont installés.
L'éclairage utilisé dans les locaux industriels est généralement de conception simple avec une recherche d'efficacité et de facilité d'emploi, munis de source peu consommatrice en énergie, de type fluo ou sodium. Certains secteurs industriels (chimique notamment) nécessitent l'emploi d'appareils protégés. Les industries où le rendu des couleurs est important (imprimerie) nécessitent l'emploi de lampes adaptées. Enfin, certains processus industriels nécessitent l'emploi d'émissions lumineuses particulière type UV ou IR dans des procédés de :
- durcissement/polymérisation des résines ;
- accélération photochimique ;
- chauffage et séchage de peinture ;
- thermoformage des matières plastiques ;
- désinfection et stérilisation.

En France, l'éclairage représente en moyenne 4 % de la facture énergétique des industries.

### Usage du secteur tertiaire
Les lampes fluorescentes sont majoritairement employées dans les luminaires tertiaires de bureau. Décrites à tort comme froides, les lampes fluorescentes permettent, bien disposées, une excellente uniformité d'éclairement. Apparent, suspendu ou encastré, l'éclairage de bureau est souvent complété par des lampes d'appoint pour répondre au besoin de personnaliser la quantité et/ou la qualité de l’éclairage sur chaque poste de travail.
En France, en 1999, l'éclairage représente en moyenne 30 % de la facture énergétique des immeubles de bureaux alors qu'il ne représente que 23 % de la facture énergétique des commerces.

### Médical et hospitalier
- L’éclairage des locaux est essentiellement utilitaire.
- L’éclairage des salles d’opération, de certaines salles d’examens et de soins, ainsi que les salles de soins des cabinets dentaires et des prothésistes dentaires utilise des appareils d’éclairage adaptés (forts niveaux d’éclairements, contrôle des luminances, spectre des températures de couleur, bon IRC, etc.).
- Malgré les récentes recherches sur l'influence de la lumière dans les syndromes dépressifs, la luminothérapie est balbutiante.
- En France, en 1999, l'éclairage représente en moyenne 50 % de la facture énergétique des professionnels de la santé.

### Éclairage de sécurité
Dans les lieux de travail ou accueillant du public, (magasin, hôtel, bureau, atelier), un éclairage dit de sécurité, ou de secours, est requis par la plupart des réglementations. Ces luminaires spécifiques se mettent automatiquement en fonction, lors des coupures de courant électrique ou dans les situations d'urgences (incendie, évacuation). Ils émettent une lumière relativement faible, mais suffisante ; placés aux endroits stratégiques (changement de direction, porte, escalier, porte de sortie), ils balisent le ou les itinéraires vers la ou les sorties de secours. Les dispositifs d'éclairage de sécurité répondent à des normes de conception strictes.

### Agriculture
Certains pays se sont fait une spécialité de la culture sous serre avec température et éclairage contrôlés afin d'accélérer le processus de maturation des plantes. Cette culture utilise des lampes émettant dans des longueurs d'onde spécifiques aux plantes.
De même, l'élevage intensif en batterie de la volaille utilise l'éclairage pour accélérer la croissance en raccourcissant le cycle diurne/nocturne.

### Musées et galeries d'art
Depuis les années 1990, la fibre optique est utilisée pour véhiculer la lumière sur un trajet de quelques dizaines de centimètres depuis une source vers l'objet à mettre en valeur, permettant d'obtenir des éclairages ponctuels et discrets, pouvant être élégamment intégrés à une vitrine de présentation, et offrant l'avantage de rayonner très peu d'infrarouge, limitant ainsi le risque d'élévation de température à l'intérieur de la vitrine, néfaste aux œuvres d'art.

### Arts et loisirs

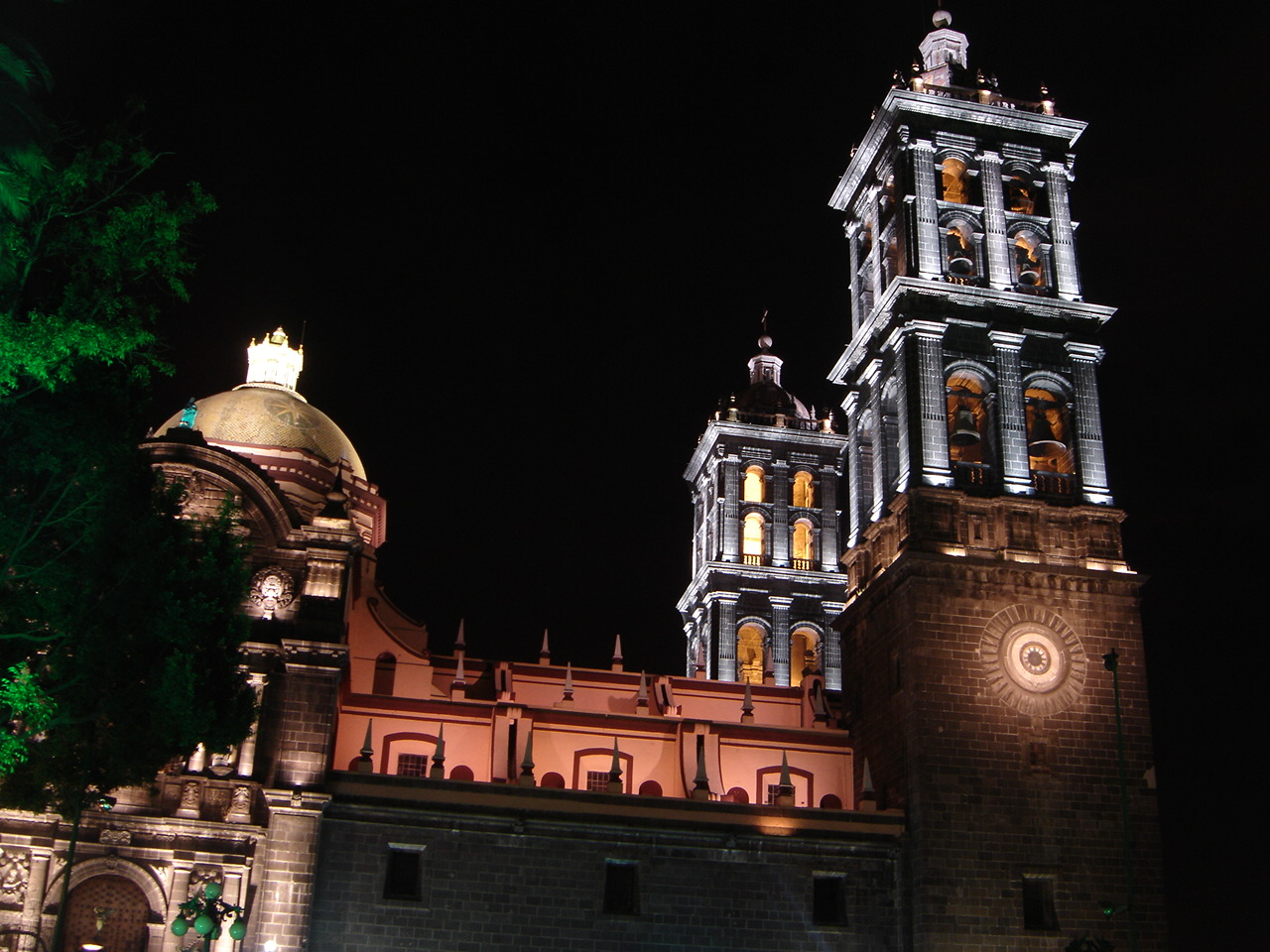
Cathédrale de Puebla (Mexique).

L'éclairage joue un rôle primordial dans plusieurs activités artistiques, notamment en photographie, au cinéma, au théâtre et dans les spectacles où il est partie prenante de la mise en scène. On parle alors de lumière artistique. Il peut d'ailleurs contribuer à l'identité visuelle d'une publicité ou d'une émission de télévision. Certaines performances d'art moderne et des happenings sont aussi entièrement conçus à partir d'un éclairage original et sophistiqué. Il sert aussi parfois à mettre en valeur les monuments historiques ou les parcs et jardins, souvent dans le cadre d'un spectacle (son et lumière). Dans tous ces cas, l'éclairage est assuré par des projecteurs de différents types en fonction des effets recherchés.

### Éclairage scénographique

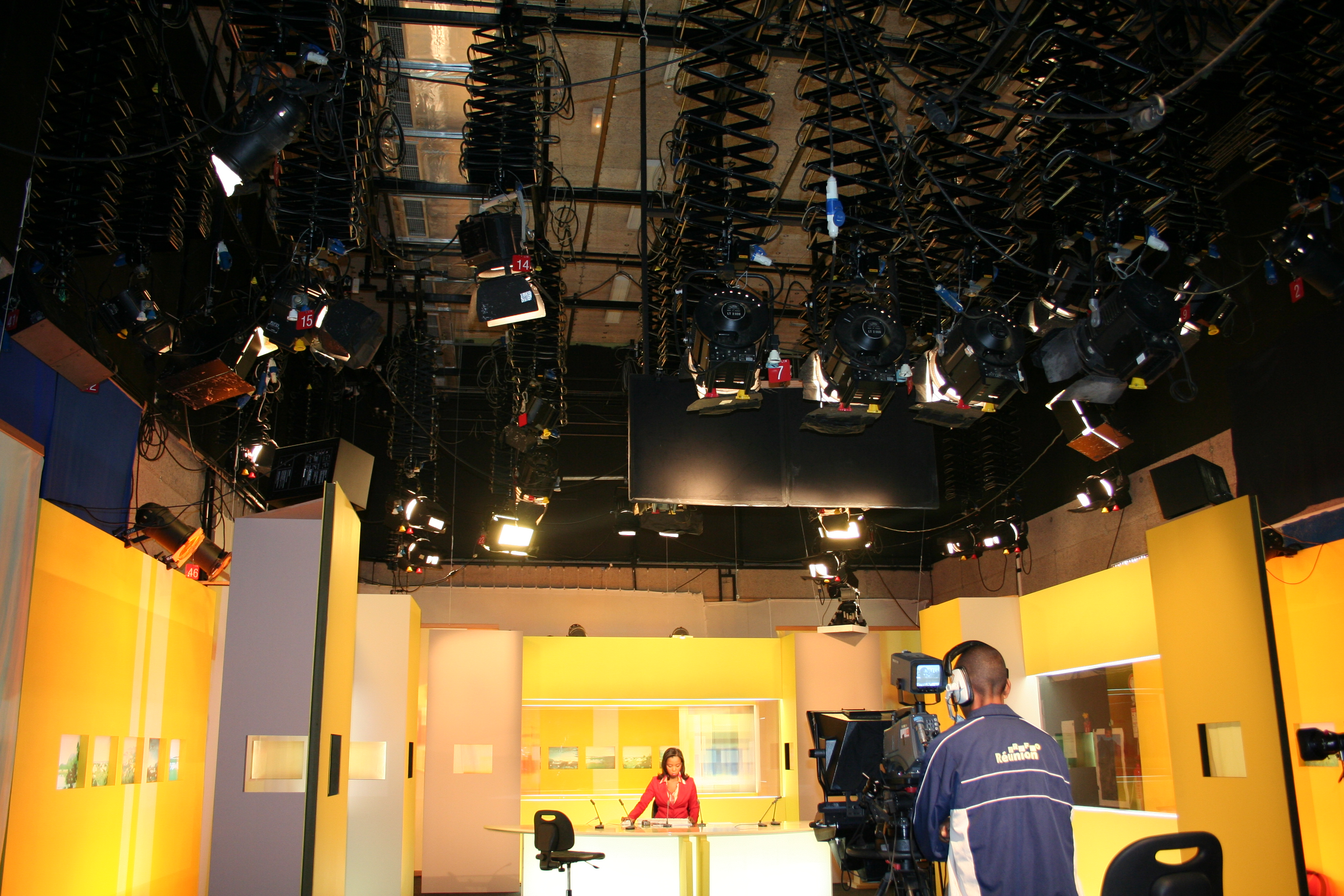
Des projecteurs assurant l'éclairage d'un plateau de Télé Réunion.

Il est l'aboutissement de tous les autres principes d'éclairage et leur évolution logique c'est une approche conceptuelle sensible et technique qui est principalement reprise par trois professions :
- Les éclairagistes, qui sont des techniciens qui réalisent un décor lumineux travaillant pour des chorégraphes ou des metteurs en scène, leur travail consiste à travailler sur un espace définit la scène, à faire un choix de matériel en fonction des besoins de la pièce, des finances disponibles, et de prendre en compte les contraintes techniques des théâtres qui accueilleront ce spectacle. Leur travail se fait en collaboration avec le metteur en scène, le chorégraphe et le ou la scénographe, sur un temps pouvant aller de quelques jours à quelques semaines appelé « répétitions », ensuite ces lumières propres à chaque spectacle seront sans cesse réadaptées le plus fidèlement possible en fonction des lieux ou théâtres d'accueil dans le cadre d'une tournée par exemple.
- Le concepteur lumière, souvent issu d'une formation hybride, à la fois artistique et technique, les concepteurs lumière maîtrisent l'ensemble des facteurs qui régissent un projet de lumière urbaine et architecturale : élaboration d'un concept original conforme à l'esprit du projet d'architecture ou d'aménagement, prise en compte de l'environnement nocturne existant, détermination des ambiances et de mises en scène, choix du mobilier, des appareils d'éclairage et des lampes, respect du programme, des niveaux d'éclairement, calcul des coûts d'investissement, prise en considération des contraintes techniques d'alimentation, de maintenance et de gestion. Ils conçoivent le projet d'éclairage et le traduisent visuellement au maître d'œuvre associé et au maître d'ouvrage. Dans le cadre d'une mission de co-maîtrise d'œuvre, du type d'une classique mission d'ingénierie, le concepteur lumière met au point le projet d'éclairage avec les professionnels qui lui sont associés, tout au long des différentes étapes d'études, et jusqu'au dossier de consultation des entreprises (D.C.E.). Il peut enfin mener des missions de consultance au sein d'une équipe pluridisciplinaire ou pour un maître d'ouvrage sur certaines phases d'un projet. Pour résumer, celui-ci travaille sur un espace ouvert dans un délai long en général 15 ans (durée moyenne de vie pour une installation électrique).
- Le directeur de la photo ou chef opérateur, c'est le responsable de l'image (cinéma). Il assure un rôle charnière entre la production, la réalisation et l'équipe technique. C'est à la fois un homme d'argent - le directeur photo doit gérer un temps de préparation qui coûte très cher, commander du matériel d'éclairage souvent onéreux, mais c'est aussi un créateur dans la mesure où il va discuter et élaborer avec le réalisateur les options photographiques du film. Le directeur photo doit aider le réalisateur à définir le climat visuel.

La scénographie peut rentrer chez le particulier grâce à la flexibilité de nouvelle technologie d'éclairage, la réduction des coûts de la domotique et la gestion centralisée de l'éclairage.

### Éclairage en photographie
En photographie, l'éclairage joue un rôle très important.

## Législation

### Internationale
- La Commission internationale de l'éclairage établit des normes, standards, notes techniques, et recommandations, à valeur consultatives concernant l'éclairage[4].

### En France
L’éclairage public, mais également l'éclairage des lieux de travail ou des infrastructures sportives, doivent respecter des normes qui prescrivent les paramètres d’éclairage.
Lieux de travail
La réglementation française la plus complète est sans doute celle contenue dans le code du travail.
En France, l'éclairage naturel est recommandé sur le poste de travail, des exceptions étant prévues pour certaines professions, les laboratoires photographiques par exemple.
Voir l'article R4223-1 du code du travail (ancien Code : R.232-7) et la circulaire du 11 avril 1984.
Concernant l'éclairage artificiel, la législation recommande et impose un certain nombre de dispositifs visant à adapter le niveau d'éclairement à la nature des travaux exécutés et à limiter la fatigue visuelle. Voir les articles R.4223-1 à R4223-12 du code du travail (ancien Code : R.232-7-1 à R.232-7-10). De plus, le législateur distingue :
- la notion de quantité de lumière, l'éclairement.

La réglementation fixe des seuils d'éclairement sur poste de travail. Ils sont exprimés en lux en éclairement minimal à maintenir et varient suivant la nature de la tâche.
- la notion de qualité d'éclairage.

Où l'on aborde l'uniformité d'éclairement dans un local et le rendu des couleurs.
- l'éblouissement.

Visant à adapter les luminaires à l'environnement et à limiter les surfaces réfléchissantes.

### En Belgique
Une liste complète de normes se trouve sur le site Énergieplus de l'Université catholique de Louvain, en collaboration avec Service public de Wallonie, Département de l'Énergie et du Bâtiment Durable.
Lieux de travail
- Règlement général pour la Protection du Travail (RGPT).
- Norme NBN EN 12464-1:2002 Lumière et éclairage des lieux de travail - partie 1 : Lieux de travail intérieur.

Bureaux
- La norme belge NBN L13-006 recommande des valeurs d'éclairement lumineux entre 300 et 750 lux pour les travaux d'écriture ou les travaux ayant une perception semblable. Pour les plans de travail on utilise couramment 500 lux.

Hall de réception
- Pour les bureaux, des valeurs d'éclairement lumineux de 100 lux sont recommandés.

Salles de réunion
- Pour les salles de réunion, des valeurs d'éclairement lumineux de 300 lux sont recommandés (NBN 353- Code de bonne pratique pour l'éclairage des écoles). La norme allemande DIN 5035 recommande 300 lux pour les salles de conférence et 500 lux pour les salles de classe.

Locaux de service
- Pour les locaux de service, les couloirs et les escaliers, l'arrêté royal de 1966 préconise une valeur de 100 lux.

Restaurants et cantines
- Pour les restaurants et cantines, l'arrêté royal de 1966 préconise une valeur de 100 lux.

## Éclairage et environnement

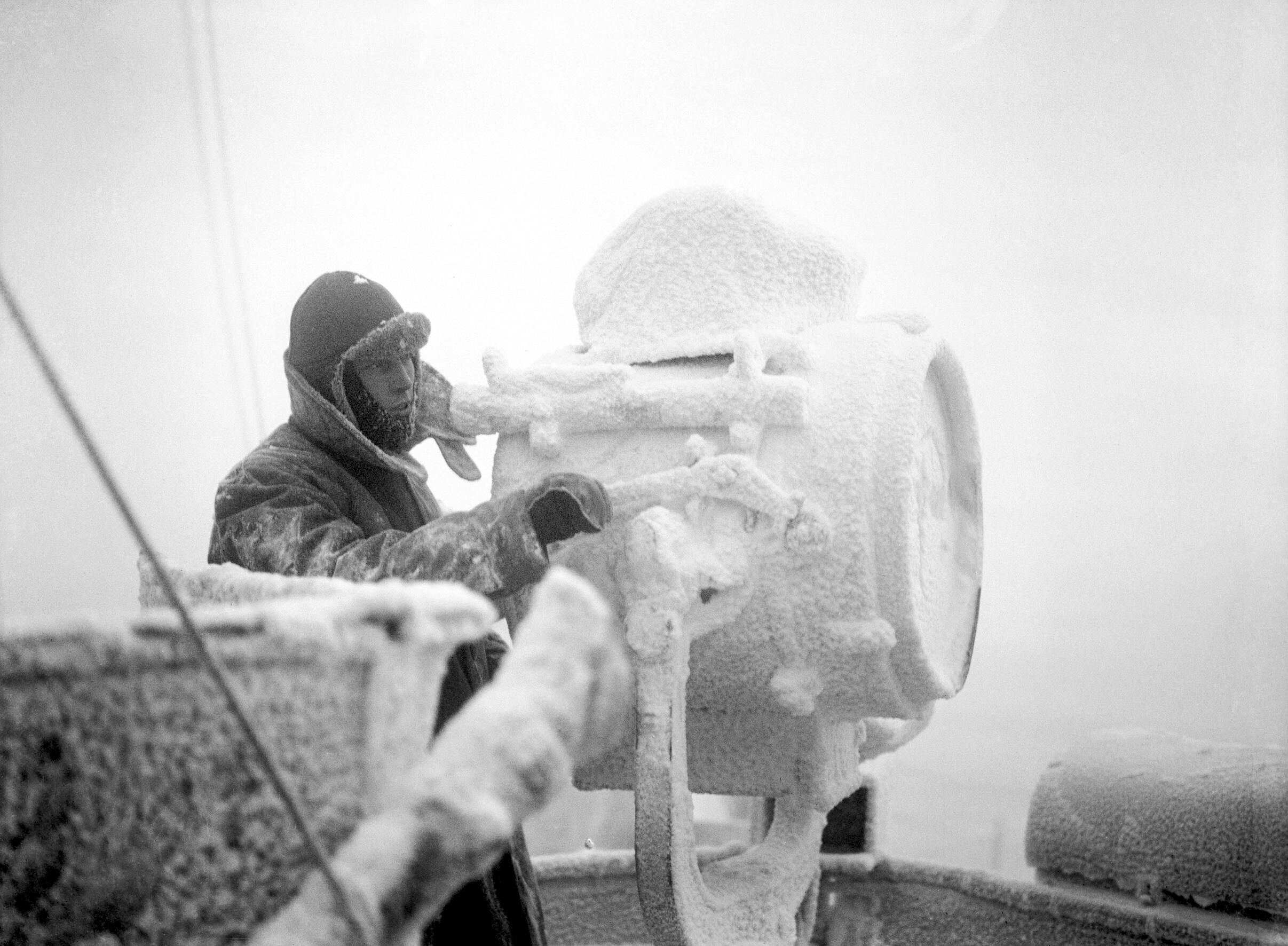
Le « canon à lumière » a commencé à être utilisé lors de la Première Guerre mondiale pour repérer les avions dans le ciel. Sur les navires il est aussi utilisé pour lancer des signaux lumineux (morse).

### Lors de la fabrication, du fonctionnement et du recyclage…
L'éclairage est source d'une grande consommation d'énergie (environ 25 % de la consommation totale d'énergie électrique, avec une augmentation régulière de la consommation totale).
L'instauration de l'heure d'été, de l'heure d'hiver reste une contrainte économique, dans laquelle la part énergétique due à l'éclairage n'est pas négligeable.
Les lampes et tubes d’éclairage contiennent souvent des terres rares et des métaux lourds particulièrement toxiques et éco-toxiques (mercure en particulier, volatil et pouvant être sublimé si les lampes sont cassées lors de la collecte ou du recyclage).
L'éclairage public contribue aussi indirectement à l'effet de serre, générant environ 110 g de CO2 par kWh consommé.
La législation européenne oblige depuis 2007 les vendeurs et fabricants à assurer le recyclage des lampes usagées et des composants électroniques associés, en fin de vie ou d'utilisation. Certains types de lampes sont interdits dans certains pays en raison de leur consommation excessive d'énergie).

### Lors de l'utilisation

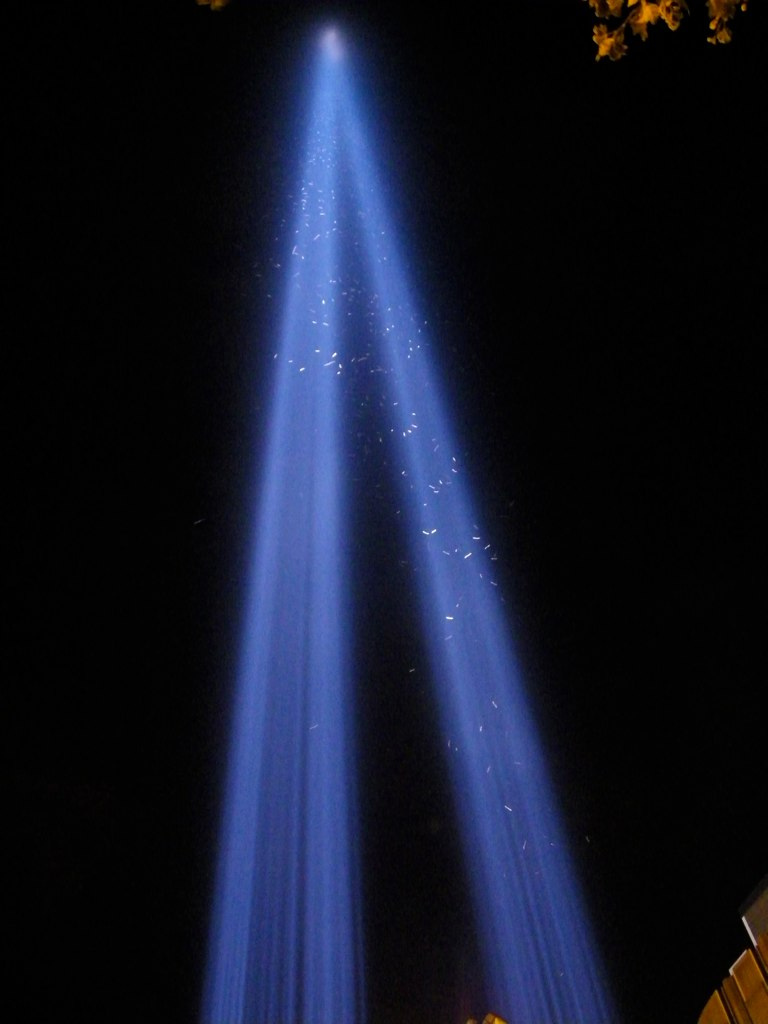
Durant les migrations aviaires, des canons à lumière (ici ceux du mémorial du World Trade Center) peuvent attirer et piéger dans leur faisceau de nombreux oiseaux (ici probablement en migration automnale nord → sud).

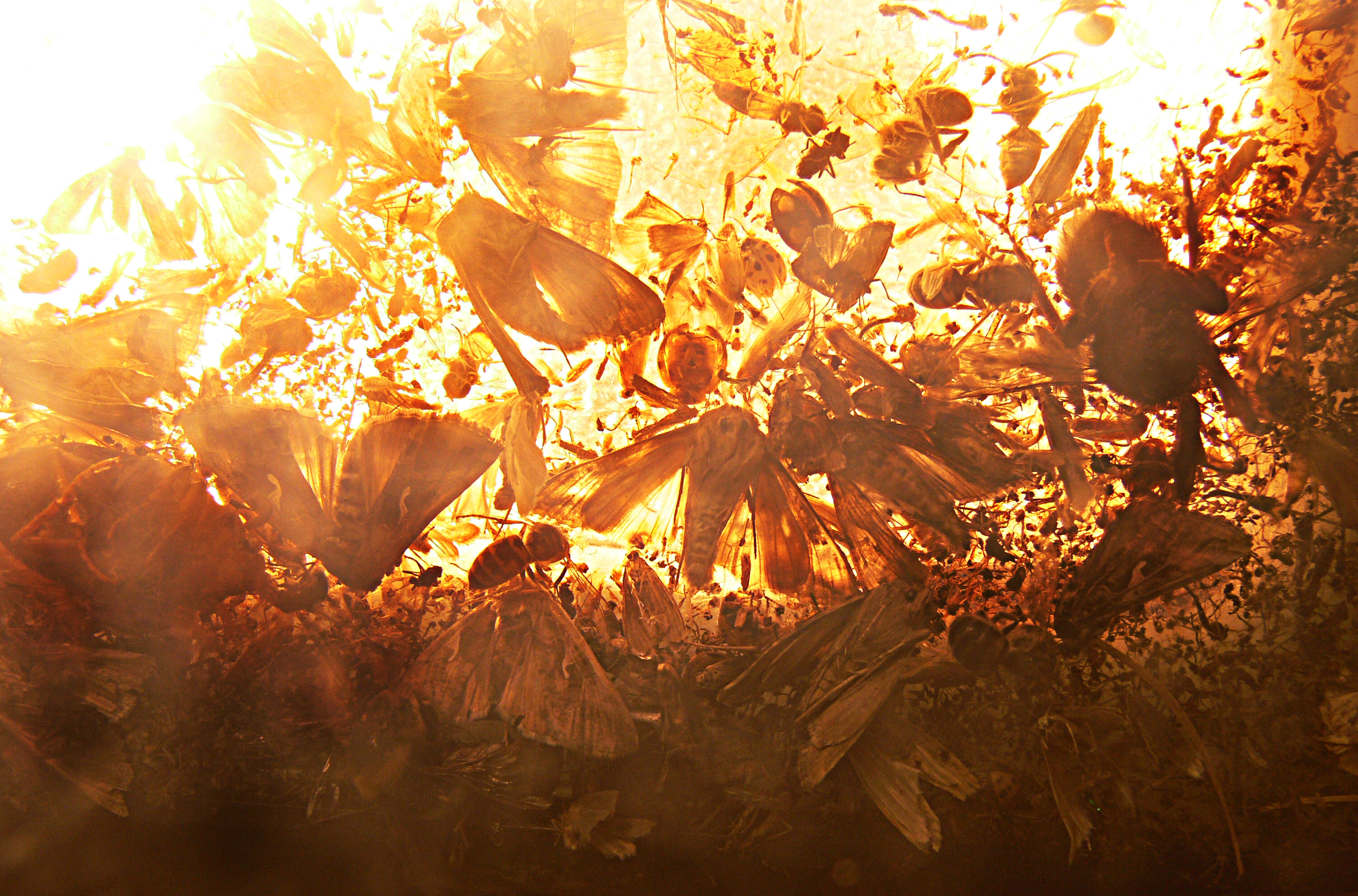
Les insectes sont également victimes de la pollution lumineuse, l'éclairage étant pour eux un piège mortel.

Lorsque l'éclairage est mal conçu ou mal contrôlé, il peut être :
- source de nuisances : « lumière intrusive » chez les riverains, grésillements gênants, gêne pour l'observation astronomique, la circulation ou la navigation aérienne à cause de phares, de lasers, ou de canons à lumière ;
- source de risques et de dangers : par exemple d'incendie, d'électrocution, d'accident à la suite d'un éblouissement ou de déclenchement de crises d'épilepsie sous certains éclairages stroboscopiques ;
- source de pollution lumineuse : avec des impacts immédiats ou différés pour l'environnement nocturne, notamment en troublant le rythme biologique de la faune et de la flore ; Ainsi, la lumière régule de nombreux processus biologiques. 
L'heure et la quantité de lumière solaire (ou artificielle) incidente(s) sur l'eau influent sur de nombreux processus du vivant chez les espèces dites « nocturnes », pour la plupart très sensibles aux rythmes nycthéméral et saisonniers, ainsi qu'aux cycles lunaires et à la luminosité de la lune (de nuit, la lumière du soleil (alors invisible) reflétée par la lune peut par exemple inhiber ou au contraire exciter l'activité de certains animaux aquatiques ; en particulier, le rythme nycthéméral influe sur les migrations quotidiennes (déplacement horizontaux et/ou verticaux) et l'activité de nombreuses espèces planctoniques dont les daphnies et autres invertébrés aquatiques et organismes zooplanctoniques, ainsi que des escargots aquatiques[8] ou encore celle des poissons (migration, reproduction, alimentation)[9]. C'est un des moyens de pêche de nuit[10], pêche au lamparo risquant de conduire à surexploiter ou braconner une ressource.
- Les risques des lampes fluocompactes liés aux rayonnements électromagnétiques, UV, ou à la possibilité d'inhalation de mercure en cas de bris, ont souvent été évoqués sans pourtant qu'il y ait de fondement scientifique à ces inquiétudes, au moins pour la population générale[11]. Des risques ont récemment été suggérés concernant la toxicité des LEDs[12] mais ces analyses semblent devoir être nuancées[13],[14].
- Le sociologue Razmig Keucheyan souligne que « la pollution lumineuse porte préjudice à l’environnement, à la faune et à la flore. Le halo lumineux qui entoure les villes désoriente par exemple les oiseaux migrateurs et les conduit à prendre leurs quartiers d’été prématurément, ou à voler autour de ce halo jusqu’à l’épuisement et parfois la mort. Il en va de même pour certains insectes. La lumière naturelle est un mécanisme d’attraction et de répulsion qui structure le comportement des espèces. Pour les plantes, l’intensité et la durée de la luminosité indiquent la saison. Une lumière trop forte qui étend artificiellement le jour retarde les processus biochimiques par lesquels elles se préparent à l’hiver »[15].

### Effets indirects
Les dépenses d’énergie de l’éclairage, à 100 % d’origine électrique, ont des conséquences environnementales de par leur mode de production. L’éclairage participe donc aux émissions de CO2, gaz à effet de serre, et contribue au changement climatique.
En 1999 en France, on évalue la consommation de l’éclairage à 40 TWh par an, tous secteurs d’activités confondus. 12 % sont imputables à l’industrie, et 63 % aux activités tertiaires. Cela représente 11,9 % (tous secteurs confondus, y compris résidentiel) de l’électricité produite.
Les consommations se répartissent ainsi :
- Résidentiel : 10 TWh (25 %), avec vers 2015 en moyenne 25 points lumineux par logement, soit 325  à   450 kWh par an/ménage et 60 euros de dépense[17] ;
- Industrie : 5 TWh (12,5 %) ;
- Collectivités locales (dont éclairage public) : 5 TWh (12,5 %) ;
- Commerces : 8 TWh (20 %) ;
- Bureaux : 5 TWh (12,5 %) ;
- Santé : 3 TWh (7,5 %) ;
- Enseignement, sport, culture, loisirs : 3 TWh (7,5 %) ;
- Cafés, hôtels, restaurants : 1 TWh (2,5 %).

En dépit d'encouragements aux économies d'électricité et d'une notable amélioration de l'efficience énergétique de 1999 à 2004, la consommation finale continue à augmenter en Europe (UE-25). Les lampes basses consommation sont de plus en plus utilisées, mais l'éclairage extérieur se développe. Selon le Centre commun de recherche (CCR) de l'UE, de 2005 à 2006, la consommation a augmenté dans l'UE-25 dans tous les secteurs et notamment dans le tertiaire où l'éclairage (de jour souvent) est le premier postes de consommation électrique, 175 TWh consommés par an et 26 % de consommation électrique totale du secteur tertiaire (+ 15,8 %). Les lampes consomment individuellement plutôt moins, mais elles sont de plus en plus nombreuses depuis cinquante ans.

## Projets de normes environnementales, d'écocertifications
Divers projets de normes ou écocertification existent ou sont en cours d'élaboration dans le monde.
En Europe, certains grands acteurs de la filière se sont regroupés (European lamp companies federation) autour du projet Eco-lighting